# Aleksiej Pieczonkin
Aleksiej Nikołajewicz Pieczonkin, ros. Алексей Николаевич Печёнкин (ur. 9 marca 1973 w Czelabińsku) – rosyjski hokeista.

## Kariera
- Bułat Temyrtau
- HK Nioman Grodno (1992-2003)
- HK Brześć (2003)
- TKH Toruń (2003/2004)
- HK Nioman Grodno / Nioman Grodno (2004-2005)
- Ałtaj Siewieromorsk (2005-2007)

Pochodził z Czelabińska, jednak większość kariery występował w ekstralidze białoruskiej, w barwach zespołu z Grodna. W sezonie 2003/2004 ligi polskiej grał w TKH Toruń (w tym czasie w drużynie grał inny Rosjanin Aleksandr Gromow).

## Sukcesy
Klubowe
- Srebrny medal mistrzostw Białorusi: 1993, 1994 z Niomanem Grodno
- Brązowy medal mistrzostw Białorusi: 1995, 1996, 1997, 2000, 2002 z Niomanem Grodno
- Złoty medal mistrzostw Białorusi: 1998, 1999, 2001 z Niomanem Grodno
- Złoty medal Wschodnioeuropejskiej Ligi Hokejowej: 1996 z Niomanem Grodno